# 壬辰录
《壬辰录》是部反映壬辰倭乱的演义性讲史朝鲜小说，有韩文和汉文两个版本。小说描述了水军将领李舜臣、陆军将领金应瑞，义兵领袖郭再祐、郑文孚、金德龄、西山大师、泗溟堂，爱国妇人桂月香，以及明朝将领李如松等的抗倭英雄事迹。《壬辰录》是朝鲜文学史上的首部爱国主义小说，也是首部反映战争的演义性讲史小说，对后世军谈小说的出现起到了积极的作用。:873-893:269-277
《壬辰录》是经多人之手，在朝鲜民间以口头或书面方式逐渐完成的。部分历史内容主要依据李舜臣的《乱中日记》和柳成龙的《惩毖录》。小说以战争进展的时间顺序，叙述和描写相关事件和人物，大体分为四个部分：第一部分是战争爆发前朝鲜国内的情况和日寇企图入侵朝鲜和中国的意图；第二部分是朝鲜突然遭日寇的袭击；第三部分是小说的中心部分，描述朝鲜官军、义兵、百姓和明朝援军抗击日寇，将其从朝鲜驱逐出去的过程；第四部分是日寇向朝鲜投降的过程。:874-877
小说所反映的战争规模浩大，事件纷繁，人物众多，因此没有像其它小说那样围绕一位主人公展开情节，而是以战争发展过程为“线”，采取以各种事件和人物为“点”，由“线”串“点”的结构。占作品40%的前半部分基本以战争初期不利条件下的种种败退事件构成“点”，以叙述事件经过为主。而占全书60%的后半部分则大体上是以一篇篇的人物传记构成“点”，以刻画英雄人物为主。:880-881